# روزاریو، اروگوئه
روزاریو، اروگوئه (به اسپانیایی: Rosario) شهری در کشور اروگوئه، استان کولونیا است که جمعیت آن در سرشماری سال ۲۰۰۴ میلادی ۹٬۳۱۱ نفر بوده‌است.